# Istoria militară a Bulgariei în timpul celui de-al Doilea Război Mondial
Istoria militară a Bulgariei în timpul celui de-al doilea război mondial acoperă trei perioade: una de neutralitate până pe 1 martie 1941, o perioadă de alianță cu Puterile Axei până pe 9 septembrie 1944 și o perioadă de colaborare cu Aliații.

## Perioada de neutraliate (1939–1941)
Guvernul Regatului Bulgariei condus de Bogdan Filov a proclamat neutralitatea țării la declanșarea luptelor celui de-al doilea război mondial, stare pe care premierul spera să o poată menține până la sfârșitul conflagrației. Filov se aștepta însă ca Bulgaria să aibă unele câștiguri teritoriale, în special în zonele cu populație bulgărească ocupate de țările vecine la sfârșitul celui de-al doilea război balcanic sau al primului război mondial. Totuși, poziția centrală a Bulgariei în Balcani avea să ducă inevitabil la pesiuni din partea ambelor tabere implicate în conflictul mondial. Pe 7 septembrie 1940, Bulgaria (cu sprijinul Axei) a reușit să obțină după încheierea negocierilor de la Craiova Cadrilaterul de la Regatul României. Cadrilaterul fusese parte a României din 1913. Acest prim succes a încurajat guvernul bulgar să creadă că va rezolva și alte probleme teritoriale fără implicarea directă a țării în război.

## Perioada de alianță cu Axa (1941–1944)

Harta administrativă a Bulgariei în timpul celui de-al doilea război mondial

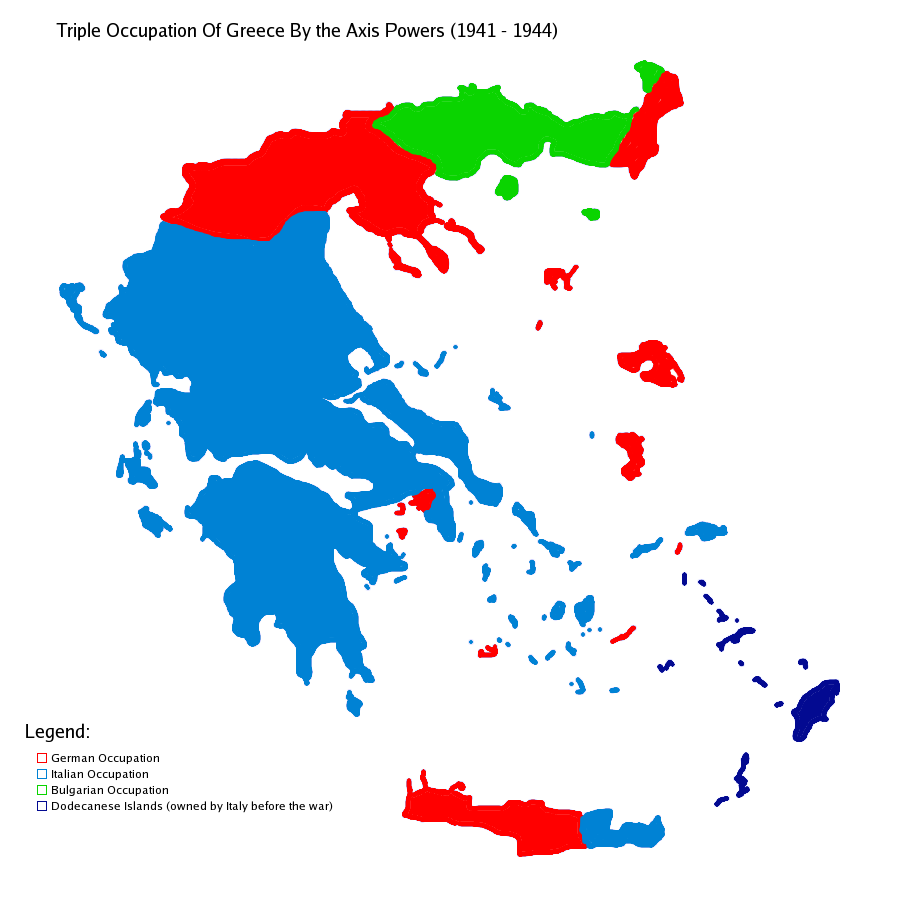
Zona ocupată de Bulgaria în Grecia (verde)

Bulgaria nu a avut de ales și a trebuit să se alăture Axei în 1941, în condițiile în care trupele germane prezente în România se pregăteau să invadeze Grecia și au cerut permisiunea de tranzit pe teritoriul bulgar. Temându-se de o posibilă ocupație militară, țarul Boris al III-lea a hotărât ca Bulgaria să adere la Axă pe 1 martie 1941. Uniunea Sovietică, care a avut tot timpul relații amicale cu Bulgaria, semnase cu Germania Nazistă un pact de neagresiune, iar opoziția populară a fost foarte redusă la schimbarea de politică externă de la Sofia.
În ciuda apartenenței la Axă, guvernul bulgar a hotărât pe 6 aprilie 1941 să păstreze statutul de neutralitate în fazele de început ale invadării Iugoslaviei și Greciei. Iugoslavia a capitulat pe 17 aprilie fără ca bulgarii să intervină în lupte.
În schimb, pe 20 aprilie, armata bulgară a intrat în Grecia de nord-est, ocupând o regiune de pe țărmul Mării Egee. Bulgaria dorea să anexeze un teritoriu din Tracia apuseană și Macedonia grecească mărginit de râul Struma și o linie de demarcație care trecea prin Alexandroupolis și Svilengrad la vest de Marița.  În această zonă au fost incluse orașele Alexandroupolis (Дедеагач, Dedeagaci),  Komotini (Гюмюрджина, Giumiurdjina), Serres (Сяр, Siar), Xanthi (Ксанти, Xanti), Drama (Драма, Drama) și Kavala (Кавала, Kavala) ca și insulele Thasos și Samothrace, plus aproape întregul teritoriu al cee ce este azi Republica Macedonia și o parte a Serbiei. În primăvara anului 1943, în urma unor proteste conduse de Biserica Ortodoxă Bulgară, evreii bulgari au fost salvați de la deportare. În schimb, evreii din Macedonia grecească și din Vardar au fost trimiși la Auschwitz.
Bulgaria nu a participat la declanșarea invadarea Uniunii Sovietice declanșată pe 22 iunie 1941 și nici nu a declarat război URSS. Totuși, între navele militare bulgare și cele sovietice au existat unele lupte de hărțuire, după ce Flota Sovietică a Mării Negre a atacat vapoarele comerciale ale Sofiei.
În Balcani, forțele armate bulgare au fost implicate în lupte împotriva diferitelor mișcărilor naționale de rezistență. Guvernul de la Sofia a fost forțat de cel german să declare război Statelor Unite și Angliei la sfârșitul anului 1941. Ca urmare, Sofia și alte orașe bulgărești au fost bombardate de aviația aliată.
Invadarea de către Germania a Uniunii Sovietice a dus la declanșarea unui mare val de proteste populare, care au avut ca rezultat direct apariția unei mișcări de gherilă de orientare comunistă. Mișcarea Frontul Național a fost înființată în august 1942 de PC Bulgar, mișcarea politico-militară Zveno și alte mișcări politice mai mici, care se opuneau orientării pronaziste a guvernului bulgar. Detașamentele de partizani au fost active în special în regiunile muntoase din vestul și sudul Bulgariei. În august 1943, după o vizită în Geramania, țarul Boris a murit pe neașteptate. Pe tronul Bulgariei a urcat fiul de numai 6 ani, Simeon al II-lea. 
Bulgaria a menținut relațiile diplomatice cu Uniunea Sovietică pe întreaga perioadă în care a făcut parte din Axă. În vara anului 1944, după zdrobirea rezistenței germane în cadrul Operațiunii Iași-Chișinău, Armata Roșie se apropia amenințătoare de Balcani. Pe 23 august 1944, România a ieșit din rândul forțelor Axei și a întors armele împotriva Germaniei. Sovieticii au putut să traverseze fără probleme România și s-au îndreptat în forță spre Bulgaria. Frontul Național a luat decizia declanșării insurecției armate împotriva guvernului. Pe 2 septembrie a fost numit un nou guvern, care însă a pierdut rapid sprijinul Frontului Național, care a constatat că noii miniștri erau politicieni de dreapta de orientare fascistă, care încercau să păstreze puterea. Trei zile mai târziu, Uniunea Sovietică a declarat război Bulgariei, ocupând partea de nord-est a țării cu principalele porturi Varna și Burgas. Armata bulgară a primit ordin să nu opună rezistență sovieticilor. Pe 8 septembrie, Bulgaria a părăsit Axa.

## Alianța cu Uniunea Sovietică (1944–1945)
Detașamente militare conduse de ofițeri membrii ai organizației Zveno au răsturnat guvenul în seara zilei de 9 septembrie, după ce mai întâi ocupaseră punctele cheie ale capitalei. S-a format un nou guvern cu miniștii din cadrul Frontului Naținal, în frunte cu Kimon Gheorghiev.
O zi mai târziu, Bulgaria a declarat război Germaniei, iar forțele trimise de Axă pentru restabilirea situației au fost rapid înfrânte. În Macedonia, trupele bulgare, încercuite de cele germane și părăsite de comandanți, și-au croit drum prin luptă spre vechile frontiere bulgare.
Trei armate bulgare (aproximativ 455.000 de soldați) au intrat în Iugoslavia în septembrie 1944 și s-au deplasat pe ruta Sofia - Niš - Skopje cu sarcina blocării retragerii trupelor germane din Grecia. După ce au înfrânt forțele germane din Serbia răsăriteană și Macedonia iugoslavă, armatele bulgare au continuat lupta în Ungaria și Austria. Pe 8 mai 1945, Armata I bulgară a făcut joncțiunea cu Armata a 8-a britanică în orașul Klagenfurt.

## Urmări
După încheierea celui de-al doilea război mondial, la Sofia a fost instalat un guvern comunist în frunte cu Gheorghi Dimitrov. Monarhia a fost abolită, iar țarul a fost exilat.
Tratatul de pace de la Paris din 1947 a reconfirmat anexarea Cadrilaterului de către Bulgaria, acesta fiind singurul caz în care un aliat al Germaniei și-a mărit teritoriul după război. Restul teritoriilor ocupate de Bulgaria în timpul războiului au fost retrocedate, iar aproximativ 150.000 de etnici bulgari au fost expulzați din Tracia apuseană.